# Coccinit
Coccinit ist ein sehr selten vorkommendes Mineral aus der Mineralklasse der Halogenide. Es kristallisiert im tetragonalen Kristallsystem mit der Zusammensetzung Hg2+I2, ist also chemisch gesehen ein Quecksilber(II)-iodid.
Coccinit entwickelt nur millimetergroße Kristalle und pulvrige Überzüge bzw. Krusten von scharlachroter oder orangeroter bis brauner Farbe bei orangeroter Strichfarbe.

## Etymologie und Geschichte
Erstmals entdeckt wurde Coccinit bei Casas Viejas in Mexiko und beschrieben 1829 von Del Rio als Iodure de Mercure (deutsch: Iodmercur bzw. Iodquecksilber oder Quecksilberjodid).
Seinen bis heute gültigen Namen erhielt das Mineral 1845 durch Wilhelm von Haidinger, der es in Anlehnung an seine Farbe nach dem lateinischen Wort coccineus für „scharlachrot“ benannte.

## Klassifikation
In der mittlerweile veralteten, aber noch gebräuchlichen 8. Auflage der Mineralsystematik nach Strunz gehörte der Coccinit zur Abteilung der „Einfachen Halogenide“, wo er zusammen mit Fluorit, Frankdicksonit, Gagarinit-(Y), Gagarinit-(Ce) (ehemals Zajacit-(Ce)), Håleniusit-(La), Laurelit und Tveitit-(Y) die „Fluorit-Reihe“ mit der System-Nr. III/A.08 bildete.
Die seit 2001 gültige und von der International Mineralogical Association (IMA) verwendete 9. Auflage der Strunz’schen Mineralsystematik ordnet den Coccinit in die neu definierte Abteilung der „Einfachen Halogenide ohne H2O“ ein. Diese Abteilung ist zudem weiter unterteilt nach dem Stoffmengenverhältnis von Metall (M) zu beteiligtem Halogenid (X), so dass das Mineral entsprechend seiner Zusammensetzung in der Unterabteilung „M : X = 1 : 2“ zu finden ist, wo es als einziges Mitglied die unbenannte Gruppe 3.AB.10 bildet.
Auch die vorwiegend im englischen Sprachraum gebräuchliche Systematik der Minerale nach Dana ordnet den Coccinit in die Abteilung der „Halogenide“ ein. Hier ist er zusammen mit Cotunnit und Hydrophilit in der „Cotunnitgruppe“ mit der System-Nr. 09.02.07 innerhalb der Unterabteilung der „Wasserfreien und wasserhaltigen Halogenide mit der Formel AX2“ zu finden.

## Kristallstruktur
Coccinit kristallisiert im tetragonalen Kristallsystem in der Raumgruppe P42/nmc (Raumgruppen-Nr. 137) mit den Gitterparametern a = 4,38 Å und c = 12,41 Å sowie 2 Formeleinheiten pro Elementarzelle.

## Eigenschaften
Das Mineral ist sehr giftig, ein direkter Kontakt ist daher möglichst zu vermeiden.

## Bildung und Fundorte
Aufgrund seiner Seltenheit konnten bisher keine genaueren Aussagen über die Bildungsbedingungen von Coccinit gemacht werden.
Bisher (Stand: 2012) wurde das Mineral außer an seiner Typlokalität Casas Viejas in Mexiko noch bei Broken Hill (New South Wales) in Australien sowie in den Gruben „Backofen“ und „Carolina“ am Moschellandsberg (Rheinland-Pfalz) und im Tagebau Lichtenberg (Thüringen, siehe auch Lagerstättenbeschreibung bei der Wismut AG) in Deutschland entdeckt.